# Torrinha (ort)
Torrinha är en ort i Brasilien.   Den ligger i kommunen Torrinha och delstaten São Paulo, i den sydöstra delen av landet, 700 km söder om huvudstaden Brasília. Torrinha ligger 808 meter över havet och antalet invånare är 9 330.
Terrängen runt Torrinha är platt åt nordost, men åt sydväst är den kuperad. Närmaste större samhälle är Brotas, 16,3 km norr om Torrinha.
Omgivningarna runt Torrinha är en mosaik av jordbruksmark och naturlig växtlighet. Runt Torrinha är det ganska glesbefolkat, med 30 invånare per kvadratkilometer.